# Atheta flaviventris
Atheta flaviventris is een keversoort uit de familie van de kortschildkevers (Staphylinidae). De wetenschappelijke naam van de soort is voor het eerst geldig gepubliceerd in 1911 door Casey als Sableta (Canastota) flaviventris.